# 軽口
- 上方落語の古い別称。
- 主に2人組で披露される話芸の一種。本項で詳細。

軽口（かるくち）は、主に2人組で披露される話芸の一種。別称は「掛合噺」「掛合茶番」等
漫才や喜劇の源流といわれる。
江戸時代末期に京都四条河原町、大坂天満宮の神社の境内に舞台を設けひとりでに歌舞伎、芝居の物真似演じられた起源。その後舞台芸になり寄席で俄の開幕（前座）として演じられた。2人が正座し簡単な小道具、衣装を身に付け謎かけ問答や知恵比べ問答、歌舞伎、芝居の物真似で人気を取っていた。後に芸として俄から独立。1892年8月に桂梅團治・桂篤團治のコンビが「軽口」の看板を上げ、落語の演目を演じ分けるなど人気を博す。東京には豊年斎梅坊主がおり、音源が残されている。その後も桂次郎坊・太郎坊、秋の家稲子・稲八、鶴家團七・團鶴等が人気を博した。また落語家が余芸で演じることもあった。その後、音曲万歳、しゃべくり漫才の登場で人気も落ちる。なお東京では三遊亭歌輔・歌之輔、橘家圓五郎・圓十郎等が活躍した。
戦後では完全に漫才が主流になり演じ手はいなかったが芦乃家雁玉・林田十郎、松葉家奴・松葉家喜久奴、松鶴家光晴・浮世亭夢若、一輪亭花蝶・松原勝美、浮世亭歌楽・ミナミサザエ、西都ハロー・ジロー等は軽口に近い芸風であった。
現在は軽口を継承している芸人はいないが、林家染丸一門や露の五郎兵衛一門が余芸で寄席などで度々披露される。東京の内海桂子は弟子の笑組、ナイツと舞台に上がる時、軽口の演目であった『名鳥名木』を演じる。